# Tillandsia bulbosa
Tillandsia bulbosa là một loài thuộc chi Tillandsia.

## Hình ảnh

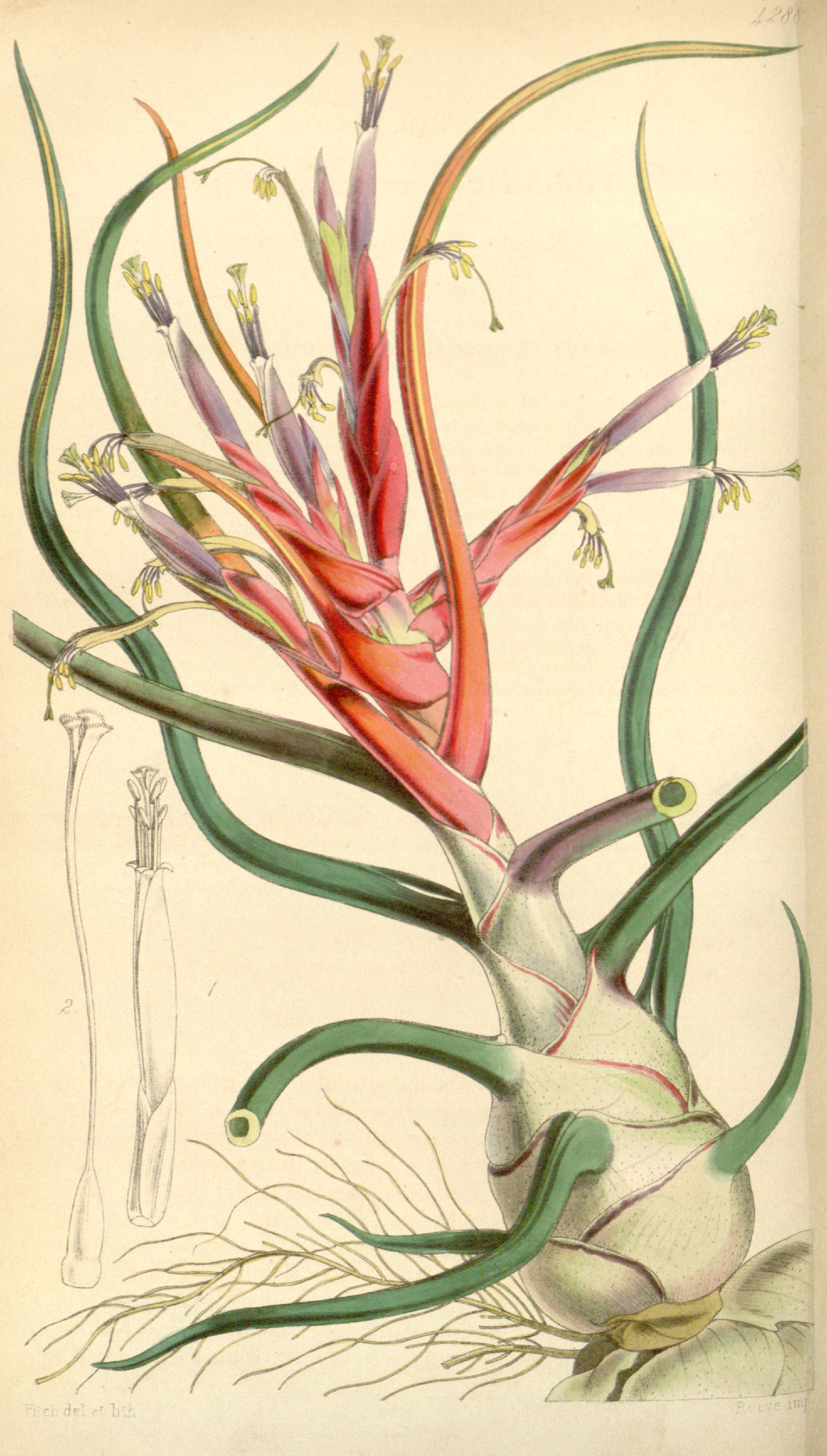
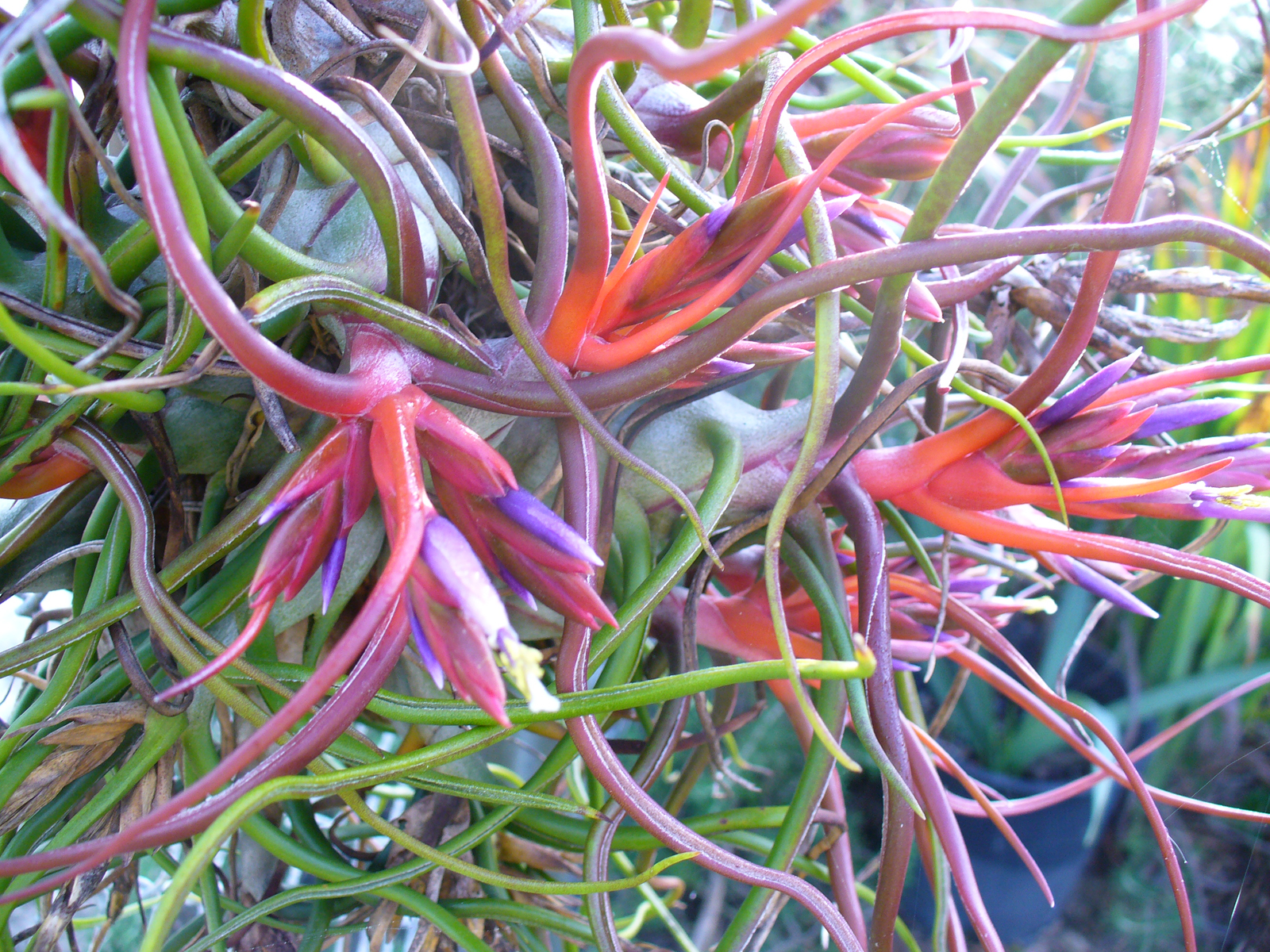
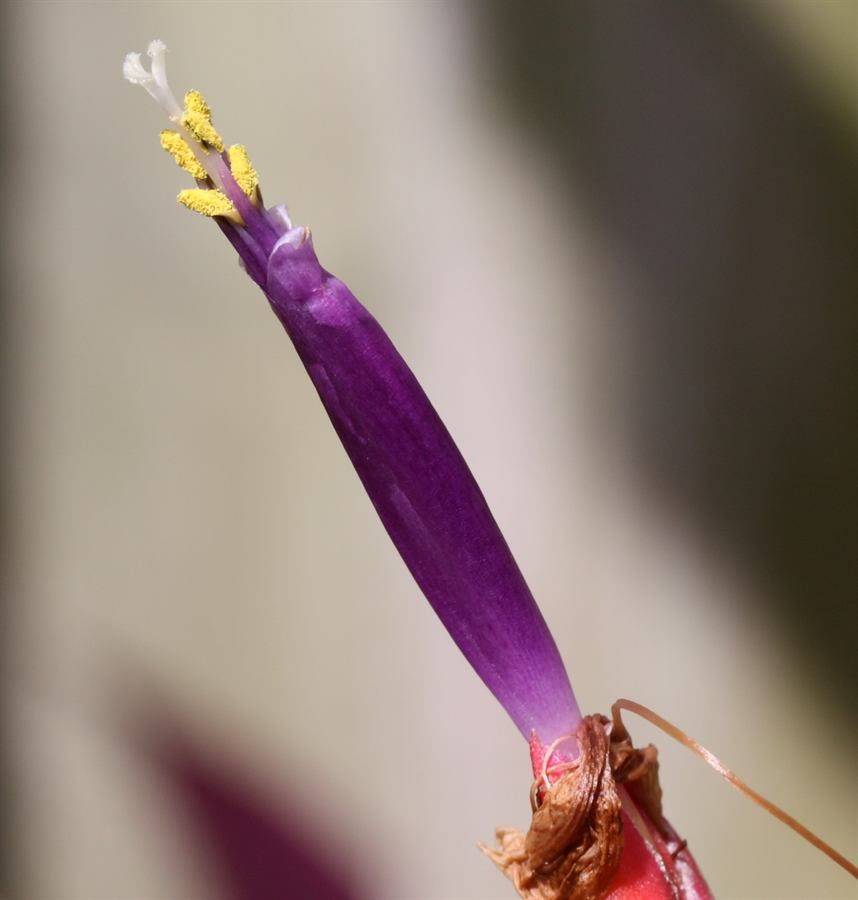
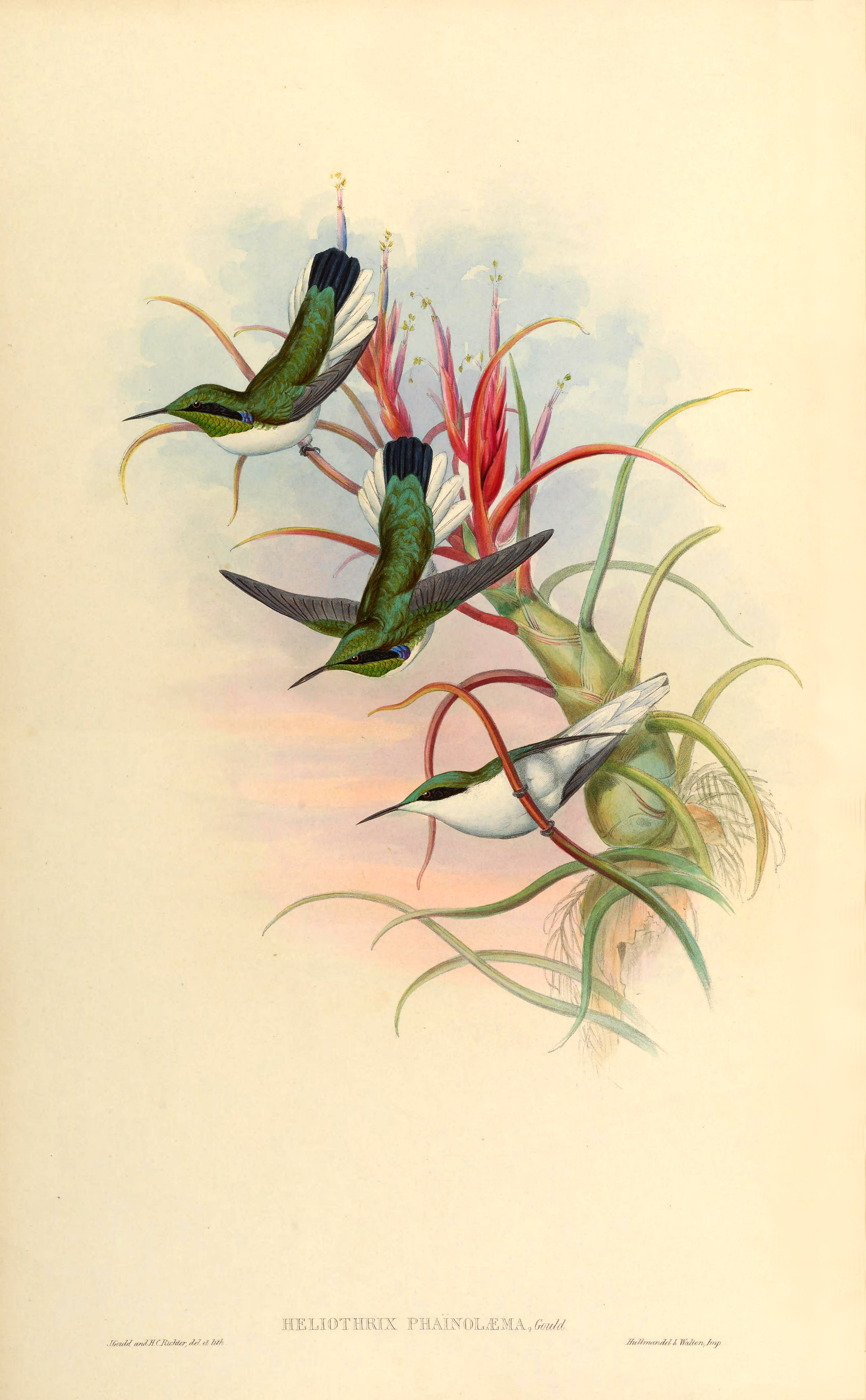

## Giống
- Tillandsia 'Canina'
- Tillandsia 'Chanza'
- Tillandsia 'First Born'
- Tillandsia 'Hyde's Silver'
- Tillandsia 'Joel'
- Tillandsia 'June Bug'
- Tillandsia 'Kacey'
- Tillandsia 'Mark Goddard'
- Tillandsia 'Rechoncho'
- Tillandsia 'Royal Sceptre'
- Tillandsia 'Showtime'
- Tillandsia 'Timm's Twister'
- Tillandsia 'Veteran'